# رونا (نبراسکا)
رونا(به انگلیسی: Ravenna) شهری در ایالت نبراسکا کشور ایالات متحده آمریکا است که جمعیت آن در سرشماری سال ۲۰۱۰ میلادی، ۱٬۳۶۰ نفر بوده‌است.